# Virieu
Virieu foi uma comuna francesa na região administrativa de Auvérnia-Ródano-Alpes, no departamento de Isère. Estendia-se por uma área de 11,38 km². Em 2010 a comuna tinha 1 556 habitantes (densidade: 136,7 hab./km²).
Em 1 de janeiro de 2019, passou a formar parte da nova comuna de Val-de-Virieu.